# Église de Teljä
 (mars 2024).
L'église de Teljä (en finnois : Teljän kirkko) est une église située dans le quartier d'Uusikoivisto à Pori en Finlande. 